# Ölkur
Die Ölkur (auch Ölziehen, Ölsaugen oder Ölkauen) ist eine alternativmedizinische ayurvedische Methode, bei der der Mund mit Pflanzenölen gespült wird. Anhänger dieser Methode versprechen sich einen Entzug von „Giftstoffen“ aus dem Mund und die Heilung oder Linderung vieler Krankheiten. Wissenschaftlichen Hinweise auf tatsächliche positive gesundheitliche Auswirkungen durch Ölziehen fehlen.

## Verwendung
Bei der Ölkur soll ein Esslöffel kaltgepresstes Sonnenblumenöl oder andere Pflanzenöle wie Olivenöl, Sesamöl oder Kokosöl etwa 10 bis 20 Minuten langsam im Mund hin und her bewegt und zwischen den Zähnen durchgezogen werden. Dieses Öl soll anschließend ausgespuckt und der Mund mit Wasser ausgespült werden. Das ganze solle den Empfehlungen zufolge am besten morgens etwa acht bis 14 Tage lang erfolgen.
Wenn sich nach 20-minütiger Mundspülung das Öl milchig weiß färbt, liegt dies daran, dass die im Speichel enthaltenen Enzyme manche Ölbestandteile aufgespalten haben.

## Studienlage zur Wirkung
Die wissenschaftliche Studienlage zum Ölziehen ist sehr begrenzt. Sie beruhen oft auf Einzelstudien mit einer sehr begrenzten Teilnehmerzahl.
Auch die Anzahl und Qualität systematischer Übersichtsarbeiten zum Thema sind begrenzt. Eine Metaanalyse aus dem Jahr 2016 wertete zum Vergleich von Ölziehen mit Chlorhexidin oder anderen Kontrollmethoden lediglich fünf randomisierte klinische Studien aus. Die Ergebnisse deuten darauf hin, dass Ölziehen Plaque, Gingivitis und manche Bakterienarten ähnlich stark reduzieren kann wie Chlorhexidin. Manche dieser Studien beobachteten zudem eine Abnahme des Mundgeruchs und anaerober Bakterien, doch die Resultate sind nicht einheitlich. Über Wirkungen und mögliche Risiken liegen keine ausreichenden Daten vor und für verlässlichere Aussagen sind laut den Autoren größere, methodisch bessere Studien nötig.
Eine weitere Übersichtsarbeit aus dem Jahr 2016, die 21 Studien berücksichtigt, kommt zum Schluss, dass die vorhandene Literatur zu diesem Thema begrenzt ist und zum Teil erhebliche methodische Schwächen (z. B. kleine Stichprobengrößen) aufweist. Zwar gibt es darin gewisse Hinweise aus In-vitro-Studien auf mögliche antimikrobielle Wirkungen einzelner Öle, jedoch fehlt es an belastbaren klinischen Studien, die einen deutlichen Nutzen belegen. Insgesamt konnten keine eindeutigen Belege dafür gefunden werden, dass Plaque, Karies oder Zahnfleischerkrankungen durch Ölziehen zuverlässig reduziert werden können. Die Autoren folgern daher, dass Ölziehen nicht als Ersatz für etablierte Mundhygienemaßnahmen empfohlen werden kann.

## Kritik
Ein großflächiger Nachweis einer positiven Wirkung (Abhilfe bei Kopfschmerzen, Hautproblemen, Rheuma, Arthrose sowie eine Besserung von Blasen- und Nierenleiden) liegt nicht vor.
Das teilweise zugrundeliegende Krankheitsmodell, nach dem sich „Gifte“ und „Schlacken“ im Körper anhäufen, welche entfernt werden müssten („Entschlackung“), ist von der Medizin seit dem 18. Jahrhundert aufgegeben worden, da es weder wissenschaftlich nachweisbar noch plausibel ist. In der Alternativmedizin ist es jedoch noch immer sehr verbreitet. Den Empfehlungen zufolge sei es wichtig, dass das Öl nach dem Spülen nicht hinuntergeschluckt werde, da es mit Giftstoffen und Bakterien belastet sei. Dass Ölziehen Gifte oder Schadstoffe aus der Mundschleimhaut aufnehmen könne, widerspricht wissenschaftlichen Erkenntnissen.
Die Wirkung kann mit auf Öl basierten Mundwaschflüssigkeiten verglichen werden.